# J-Alert

Diagrama do sistema J-Alert.

J-Alert (em japonês: J－ALERT/Jアラート; nome completo em japonês: 全国瞬時警報システム; romaniz.: Sistema Nacional de Alerta Rápido é o sistema de alerta rápido usado no Japão. O J-Alert foi lançado em fevereiro de 2007. O sistema foi projetado para informar rapidamente o público sobre ameaças e emergências, como terramotos, condições climáticas severas e outros perigos. O sistema foi desenvolvido na esperança de que os alertas precoces acelerassem os tempos de evacuação e ajudassem a coordenar a resposta de emergência.

## Sistema
O J-Alert é um sistema baseado em satélite que permite às autoridades transmitir rapidamente alertas aosmedia locais e aos cidadãos diretamente por meio de um sistema de alto-falantes nacionais, televisão, rádio, e-mail e difusão celular. De acordo com autoridades japonesas, leva cerca de um segundo para informar as autoridades locais e entre quatro e vinte segundos para transmitir a mensagem aos cidadãos. Uma versão aprimorada dos recetores J-Alert foi instalada no final de março de 2019. Os novos modelos podem processar automaticamente as informações em dois segundos, em comparação com os modelos mais antigos, que podem levar até vinte segundos.
O J-Alert transmite por meio de sistemas terrestres e do satélite de comunicação Superbird-B3. 
Quando ocorre uma emergência civil, como um míssil balístico a caminho do Japão, uma sirene chamada Sirene de Proteção Civil soa nos alto-falantes.

## Capacidades de transmissão de informações
- Terramoto
  - Alerta antecipado de terramoto

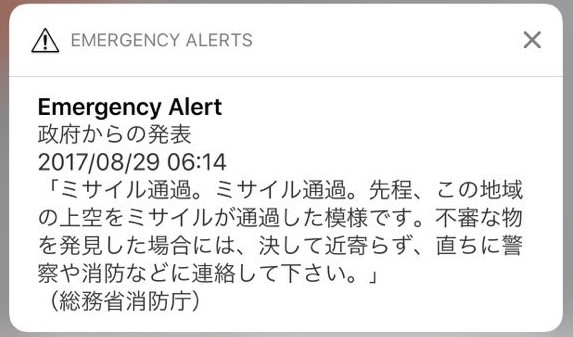
Mensagens de alerta enviadas em 29 de agosto de 2017 sobre o lançamento de um míssil norte-coreano sobre o Japão.

  - Atualizações rápidas sobre hipocentro, magnitude e precauções de possível tsunami
  - Informações sobre o hipocentro, magnitude, intensidades de várias áreas e presença de tsunami
  - Alerta de previsão de terramoto para os terremotos de Tōkai
  - Informações de previsão de terramotos de Tōkai
  - Informações sobre a previsão de terramotos de Tōkai
- Tsunami
  - Alerta de grande tsunami
  - Alerta de tsunami
  - Aviso de tsunami
- Erupção vulcânica
  - Alerta de emergência de erupção vulcânica e possibilidade de erupção
  - Alerta de erupção vulcânica e possibilidade de erupção
  - Previsão de crateras vulcânicas
- Condições climatéricas severas
  - Alertas de emergência para chuva forte, neve pesada, temporal, tempestade de neve, ondas e maré de tempestade
  - Avisos de chuva forte, neve pesada, temporal, tempestade de neve, ondas e maré de tempestade
  - Alerta meteorológico
  - Informações sobre o risco de deslizamentos de terra
  - Informações de aconselhamento sobre tornado
  - Informações sobre chuva forte e violenta
  - Previsão de enchentes
- Ameaças especiais de emergência
  - Informações sobre mísseis balísticos
  - Informações sobre ataques aéreos
  - Informações sobre ataques de guerrilhas e forças especiais
  - Informações sobre terrorismo em larga escala
  - Outras informações para defesa civil e nacional[3]

## Taxa de adoção
Muitas prefeituras e áreas urbanas demoraram a adotar o sistema. Aquando da sua introdução, o governo japonês esperava ter 80% do país equipado com o sistema J-Alert até 2009. Entretanto, em 2011, apenas 36% do país estava coberto. O custo foi um fator importante; a instalação inicial foi estimada em cerca de 430 milhões de ienes, e a manutenção anual foi estimada em cerca de 10 milhões de ienes.[carece de fontes?]
Em maio de 2013, 99,6% dos municípios do país estavam cobertos.

## Instâncias notáveis de utilização
- Em 13 de abril de 2023, um alerta de lançamento de míssil norte-coreano levou moradores a protegerem-se de destroços que provavelmente caíram no mar a centenas de quilómetros de distância. O alerta, pouco antes das 8h, fez disparar sirenes em Hokkaido e enviou mensagens automatizadas para telemóveis no J-Alert, instando os mais de cinco milhões de residentes da ilha do norte a procurarem abrigo imediato, depois de Pyongyang ter disparado um novo tipo de míssil balístico.[8]